# Xã Midway, Quận Cottonwood, Minnesota
Xã Midway (tiếng Anh: Midway Township) là một xã thuộc quận Cottonwood, tiểu bang Minnesota, Hoa Kỳ. Năm 2010, dân số của xã này là 219 người.